# キズナミュージック♪
『キズナミュージック♪』は、2018年12月12日に発売されたPoppin'Partyの12thシングルである。
今作の表題曲である「キズナミュージック♪」はテレビアニメ『BanG Dream! 2nd Season』オープニングテーマに起用され、2018年9月2日から11月25日までの土日祝に実施された「バンドリーマー感謝キャラバン」の配布CDに収録された同曲のフルサイズバージョンを音源化している。また、同日に発売されたRoseliaの7thシングル『BRAVE JEWEL』、RAISE A SUILENの1stシングル『R・I・O・T』との3タイトル同時購入特典としてカバー曲のゲームサイズバージョンを収録した『カバー曲(game size ver.)サンプラーCD』が配布された（CD収録曲はBanG Dream!のディスコグラフィ#カバー曲サンプラーCDを参照）。
初回生産特典として、オリジナルキャラクターカード1枚（全5種）及び「BanG Dream! 7th☆LIVE」の先行抽選申込券が封入される。

## 収録曲
CD（両バージョン共通）
| 全作詞: 中村航。出典： |                                         |        |             |             |
| #                      | タイトル                                | 作詞   | 作曲        | 編曲        |
| 1.                     | 「キズナミュージック♪」                 | 中村航 | 藤永龍太郎* | 藤永龍太郎* |
| 2.                     | 「Home Street」                         | 中村航 | 都丸椋太*   | 都丸椋太*   |
| 3.                     | 「キズナミュージック♪（instrumental）」 | 中村航 |             |             |
| 4.                     | 「Home Street（instrumental）」         | 中村航 |             |             |

Blu-ray（生産限定盤のみ）
- テレビアニメ『BanG Dream!  2nd Season』オープニングテーマ「キズナミュージック♪」ノンクレジットVer.[10]。

## 作品背景
香澄役の愛美はSkream!とのインタビューの中で、アニメのアフレコが完了していない段階から「キズナミュージック♪」の収録が行われていたことを明かしており、全体のストーリーを聞いたうえでレコーディングしたと話している。また、愛美は2番の「出会ったときのこと 覚えている？」の部分を歌っているときはアニメの第1期や、初期のライブ活動を思い出すという理由から気に入っているとも話している。
「Home Street」は、牛込りみが商店街への恩返しをしたいと考えたことがきっかけで、仲間たちと協力して作ったという設定がある一方、姉である牛込ゆりの影響を受けることに苦悩する様子も描かれている。りみ役の西本りみはSkream!とのインタビューの中で、「コロッケパン」や「ちゅんちゅんちゅん♪」などかわいい単語が入れられているのも（牛込）りみらしいと述べ、「かわいいながらも強い思いが詰まった曲になりました。」と話している。

## 反響
有咲役の伊藤彩沙は6thライブ「Let's Go! Poppin'Party!」で「キズナミュージック♪」を披露した際、ファンからの評判が良かったとSkream!とのインタビューで話している。